# Bořivoj Novák
Bořivoj Novák (11. července 1906 Letovice – 6. června 1973 Brno) byl český rusista, pedagog, v letech 1965–1973 profesor ruského jazyka a v letech 1970–1971 děkan FF MU v Brně.

## Dílo
Ruskému jazyku se po teoretické stránce věnoval již během první republiky, tehdy ještě jako odborný asistent slovanského semináře a Arne Nováka. Pobýval také na dva roky na studiích v Leningradě. Jeho zájmem byla především stará ruština po gramatické a dialektologické stránce. Byl spoluautorem několika učebnic ruštiny a také přednášel. Po politické stránce nebyl nijak zvlášť zaujatý.

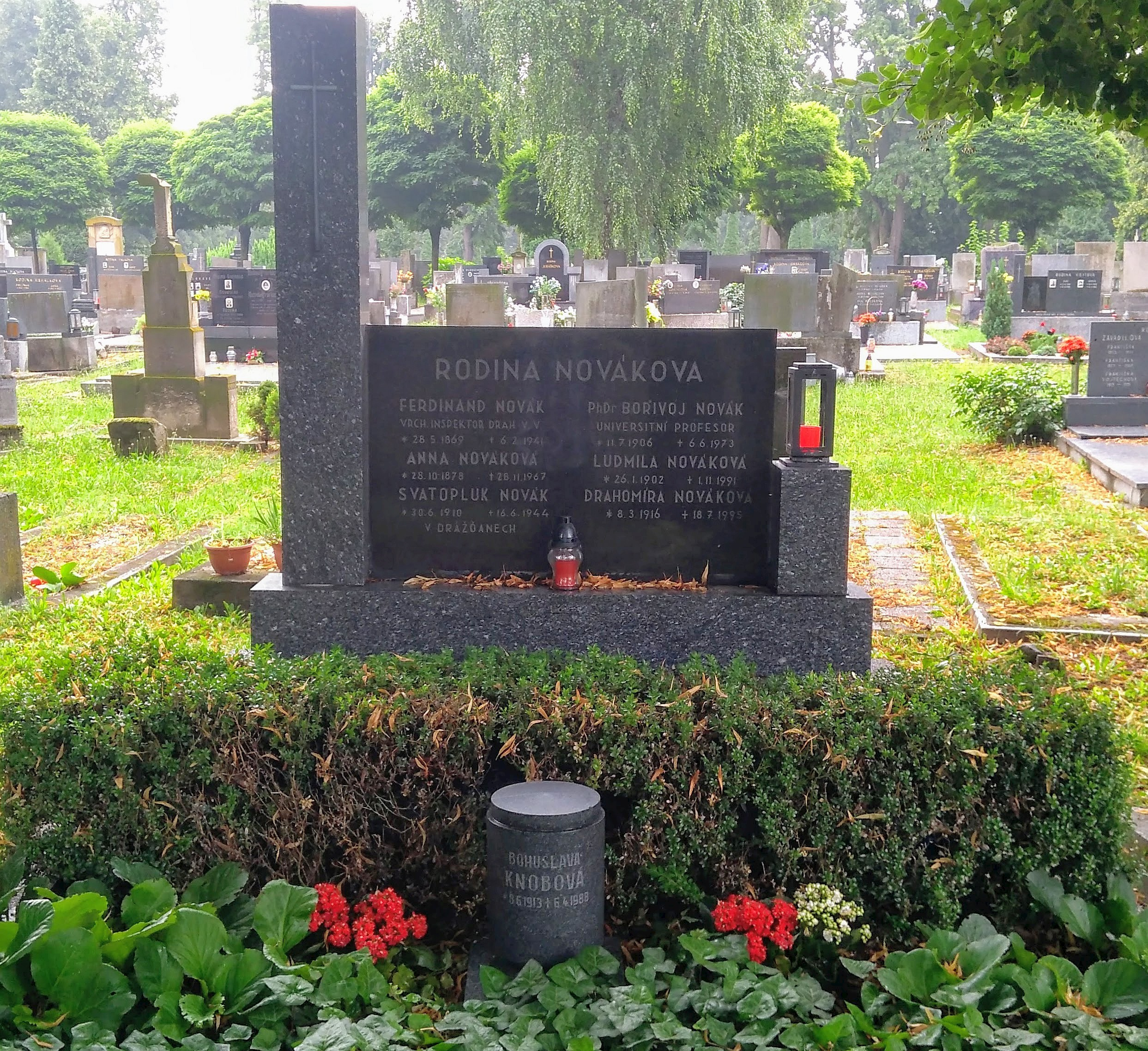
Hrob na kroměřížském hřbitově

Zemřel v roce 1973 a je pohřben na kroměřížském hřbitově.